# Tero Tiitu

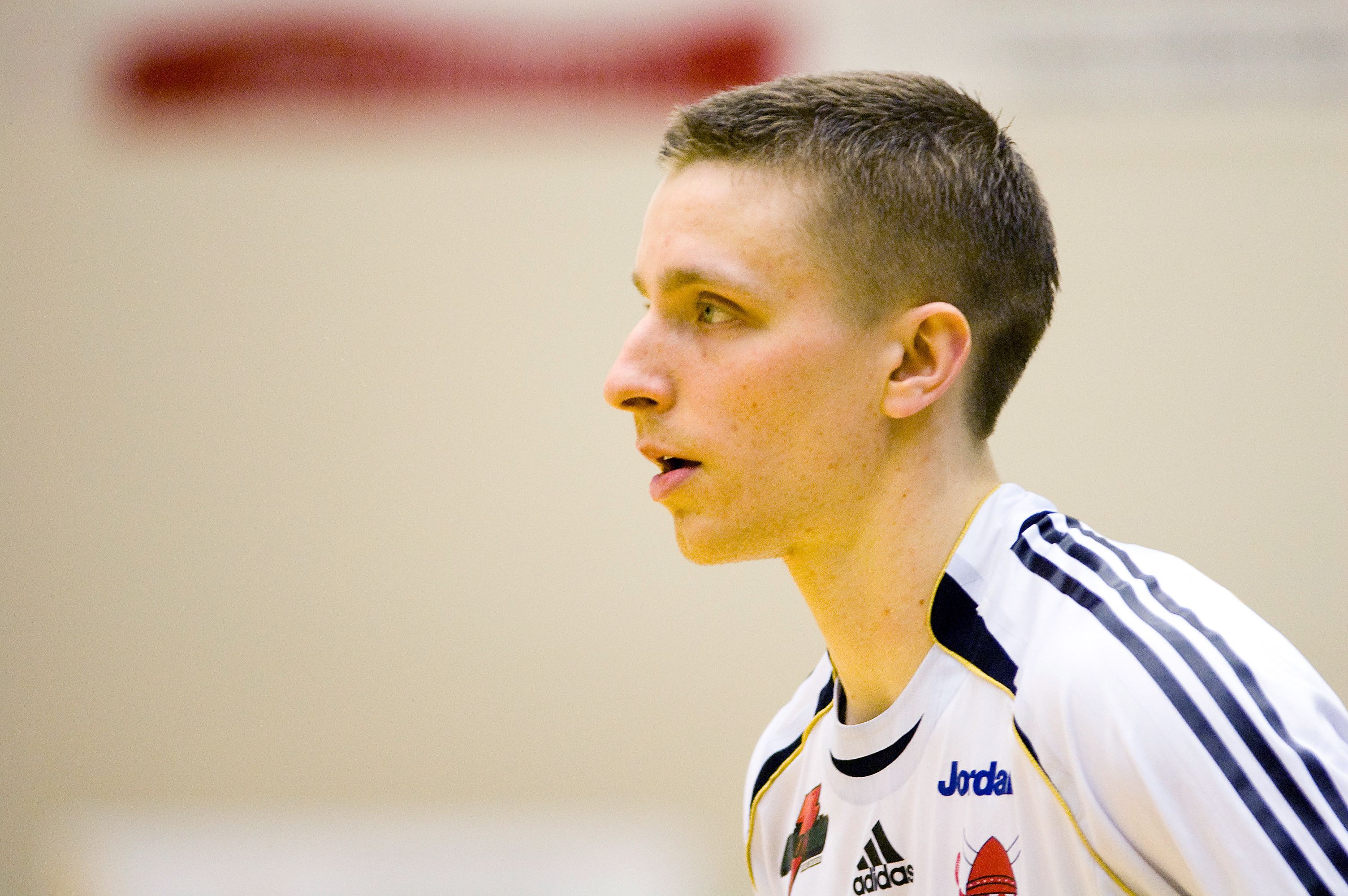
Tero Tiitu (2008) im SSV-Trikot

Tero Tiitu (* 23. April 1982) ist ein finnischer Unihockey-Spieler. Er spielt derzeit in der ersten finnischen Liga (Salibandyliiga) für den 2016 neu gegründeten Verein Erä Viikingit.

## Karriere
Tiitu spielte 1999 erstmals für Josba in der Salibandyliiga. Bis 2002 blieb er bei Josba, dem Verein aus Joensuu, mit dem er immerhin finnischer Vizemeister werden konnte. 2002/03 spielte er als Vizeweltmeister für die Espoon Oilers, mit denen er den Meistertitel gewinnen konnte. Danach kehrte er aber zu Josba zurück.
Dort spielte er eine Saison, ehe er wieder für Espoo bis 2007 spielen sollte. In diesem Zeitraum konnte er 2004 WM-Bronze und 2006 seine zweite Silbermedaille bei Weltmeisterschaften gewinnen. 2006 wurde er zudem in das WM-All-Stars-Team gewählt. 2005/06 stellte er einen Rekord in der Salibandyliiga auf, in dem er 63 Tore in einer Saison schoss. Zur Saison 2007/08 wechselte er zu SSV Helsinki. 2008 wurde er mit dem finnischen Team in Prag Weltmeister. Im Finale schoss Tiitu das entscheidende Tor in der Overtime gegen Schweden. Zudem gewann er 2008 mit SSV den Euro Floorball Cup. Von der schwedischen Fachzeitschrift Innebandymagazinet wurde er zum weltweit zweitbesten Spieler des Jahres 2008 hinter dem Schweden Magnus Svensson gewählt. Zuvor war er nach der Saison 2007/08 bereits zum Spieler der Saison der Salibandyliiga gewählt worden. Von 2012 bis 2016 spielte Tiitu in der Svenska Superligan und konnte in der Saison 2014/2015 mit IBF Falun den Champions Cup sowie die schwedische Meisterschaft gewinnen. Seit 2016 ist der Finne wieder in der heimischen Salibandyliiga bei Erä Vikingiit unter Vertrag.

## Vereine
- 1999–2002: Josba
- 2002–2003: Espoon Oilers
- 2003–2004: Josba
- 2004–2007: Espoon Oilers
- 2007–2012: SSV Helsinki
- 2012–2014: Warbergs IC
- 2014–2016: IBF Falun
- seit 2016: Erä Viikingit

## Erfolge
- Weltmeister 2008, 2010 und 2016
- Vizeweltmeister 2002, 2006, 2012 und 2014
- WM-Dritter 2004
- Finnischer Meister (mit Espoo 2003 und 2006, mit SSV 2008, 2009 und 2010)
- Schwedischer Meister (2015 mit IBF Falun)
- Euro Floorball Cup: einmal Gold (2009 mit SSV), dreimal Bronze (2003 mit Espoo, 2007 mit Oilers und 2008 mit SSV)
- Champions Cup: einmal Gold (2014 mit IBF Falun)